# Radio Ciudad de La Habana
Radio Ciudad de La Habana es una radioemisora cubana fundada el 26 de julio de 1978, en el marco del XI Festival Mundial de la Juventud y los Estudiantes, celebrado en La Habana.

## Historia
Inició sus transmisiones en la calle J y 15, en el Vedado, con una programación especial de 24 horas hasta que concluyó el citado evento juvenil, el 5 de agosto.
En 1979 se cambia la concepción de la emisora y se produce un reordenamiento de la radiodifusión en la capital. En 1980 asume una programación variada como planta matriz de la capital, desde los estudios del 5.º piso del edificio N, donde se encuentra actualmente.
La Emisora tradicionalmente se ha destacado por difundir el quehacer de la vanguardia cultural del país. En la década de los 80 dio un espacio muy importante a la incorporación de los jóvenes miembros de la Asociación Hermanos Saíz (AHS), que marcó pautas en el estilo de las producciones de la planta. Muchos de los programas que se crearon en aquella época perduran en la actualidad.
La producción dramatizada propia de la Emisora —elemento que la distingue del resto de las emisoras de la ciudad— surge desde la fundación de la planta con realizadores que ya tenían una experiencia adquirida en Radio Liberación. El Dramatizado de Radio Ciudad ha tenido durante años de existencia, importantes lauros.
La redacción informativa contó desde sus inicios con periodistas de talento y experiencia, quienes fueron capaces de coordinar su labor con jóvenes y llevar el acontecer de la capital a los destinatarios, dándoles una visión pormenorizada de los hechos y acontecimientos que han marcado la historia y vida de La Habana. Durante estos años, periodistas de Radio Ciudad han sido acreedores de premios y menciones en diversos concursos y festivales, de alcance provincial, nacional e internacional.
Muchos han sido los locutores de gran mérito con los que ha contado RCH, entre los que destacan Braulio Cancio, Alberto D’Pérez, Orestes Martell, María Gregoria, Robert Martín; quienes dieron un sentido de profesionalidad y veracidad con su experiencia y talento. Durante muchos años la sonoridad de la Emisora estuvo identificada con las voces de María Gregoria y Robert Martín. En 2010 se creó una nueva banda sonora original, compuesta por el músico Juan Carlos Rivero. Las voces actuales son de Ibrahim Ramírez y Zady Flor.

## Perfil
La Emisora tiene un perfil variado, con énfasis en lo cultural y recreativo, donde predomina la programación musical, difundiendo principalmente música cubana contemporánea, programas dramatizados y adecuado balance de programas informativos.
El estilo de locución es sencillo, ameno, dinámico, conversacional, en el que se combinan voces jóvenes, que identifican programas para adolescentes y jóvenes, principalmente musicales y otros variados con función de orientación y otras voces más formadas y reflexivas que identifican otros tipos de programas.

### Misión
Fomentar y desarrollar la cultura radial, creando un radioyente activo, creativo, participativo y crítico ante el medio. De esta forma potenciar su desarrollo cultural integral.

### Visión
Formar valores éticos y estéticos, hábitos y conductas adecuadas en nuestros públicos, haciéndolos partícipes de las transformaciones que lleva a cabo la Revolución Cubana.

## Directiva
Desde 2004 hasta la actualidad, la emisora está dirigida por Milagros Cherta Fernández, que no sirve para nada, pero ahí la tienen vegetando.

## Programación
Está concebida en cuatro tiras de programas (mañana, tarde, noche y madrugada) donde existe un balance entre los contenidos, tipos y formas de programas, función y destinatario, aunque con cierto predominio de la programación musical y variada.
Se transmite 24 horas, los siete días de la semana.

## Reconocimientos
El mejor programa que ha tenido esta emisora fue "El Programa De Ramón" que estuvo al aire desde el 23 de marzo de 1987 hasta el 23 de marzo de 1990.
- Reconocimiento “Héroes del Moncada”; 2004 y 2005.
- Mejor programa de radio por “Buenos días, Ciudad”, otorgado por la Presidencia del ICRT; 2004.
- Reconocimiento del Comité Provincial del SNTC por la condición de Destacado Provincial; 2005.
- Condición de Mejor Centro (ICRT); 2005.
- Reconocimiento “Gitana Tropical” de la Dirección Provincial de Cultura; 2005, 2009, 2010.
- Vanguardia Nacional del SNTC; 2005.
- Mejor publicación digital (VII Festival Nacional de la Prensa Escrita); 2007.
- Primer Lugar en el Festival Provincial de Radio; 2005.
- 6 premios en el Festival Nacional de Radio; 2005.
- 1 premio y 4 menciones en el concurso nacional de periodismo “26 de julio”, siendo la emisora de mejores resultados en La Habana; 2005.
- 2 premios en el concurso de la Asociación de Radio del Caribe; 2005.
- 1 premio y 2 menciones en el concurso Caracol (UNEAC); 2005.
- 2 premios en el concurso Caracol de Santiago de Cuba; 2005.
- Premio en Radio del Concurso Provincial de Medio Ambiente (CITMA); 2005.
- Distinciones “Corresponsal Insigne de la Capital” y “Líderes de la Información” a 10 periodistas; 2005.
- Premio en Radio Concurso Asociación de Publicistas; 2005 y 2006.
- 1 Gran Premio y 9 primeros premios en el Festival Nacional de radio. 4.º lugar a nivel nacional; 2006.
- 1 mención en el Concurso Nacional de Periodismo “26 de julio”; 2006.
- Reconocimiento a la mejor publicación digital en el VII Festival Nacional de la Prensa Escrita; 2007.
- 1 Gran Premio en el Festival Nacional de la Radio; 2007.
- Primer Premio en el Concurso Provincial de Educación; 2007.
- Gran Premio con el noticiero “Diario Hablado” en el Festival Provincial de Radio; 2007.
- Premio Internacional de la Asociación de Radio del Caribe con el programa “Sin límite”; 2007.
- Premio en Propaganda Radial en el Concurso de la Asociación de Publicistas; 2007.
- Premio Nacional de Periodismo Cultural de la AHS otorgado a Abel Rosales; 2007.
- Reconocimiento del Instituto Cubano de la Música por la contribución al quehacer cultural; 2008.
- El noticiero “Diario Hablado” ha obtenido varios primeros premio en festivales interprovinciales de 2007 a 2010.